# Neapolská kuchyně

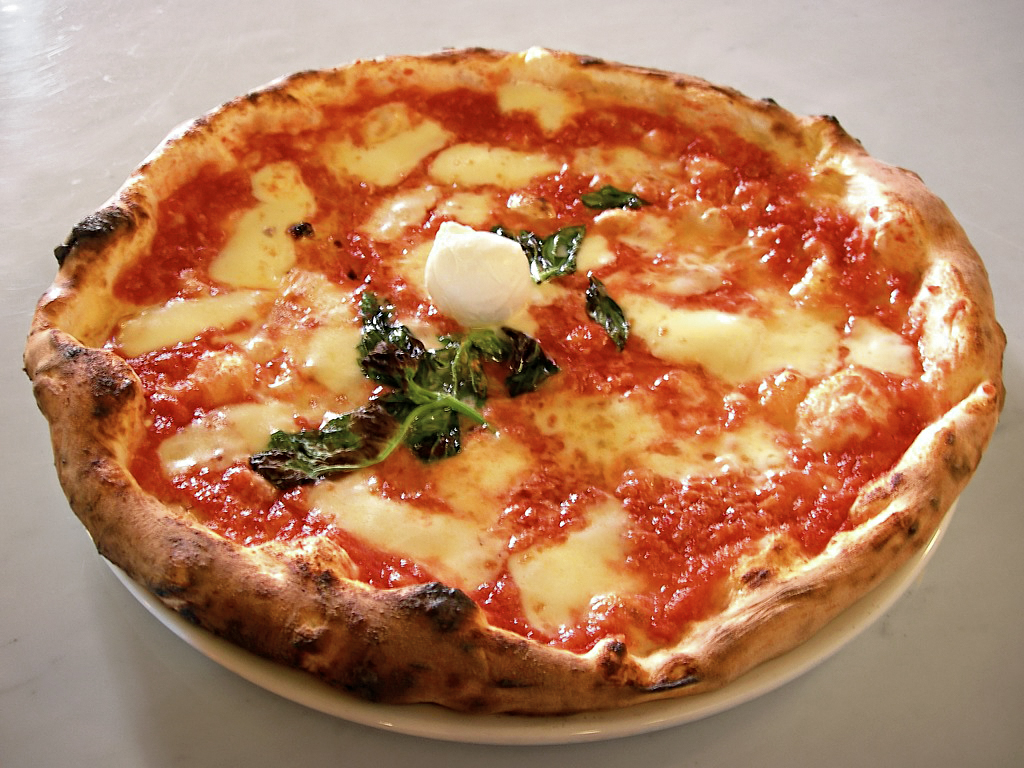
Pizza Margherita

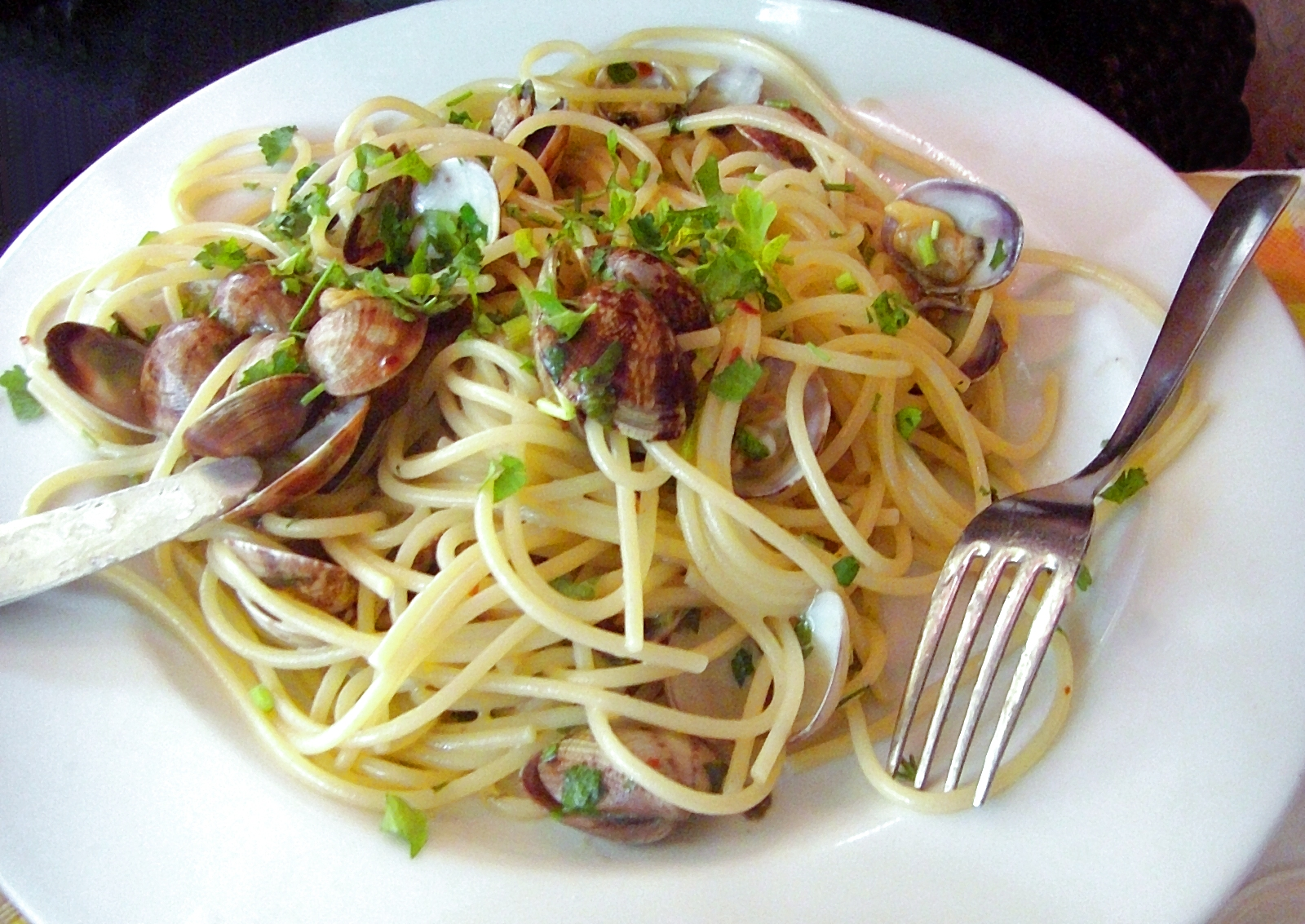
Spaghetti alle vongole

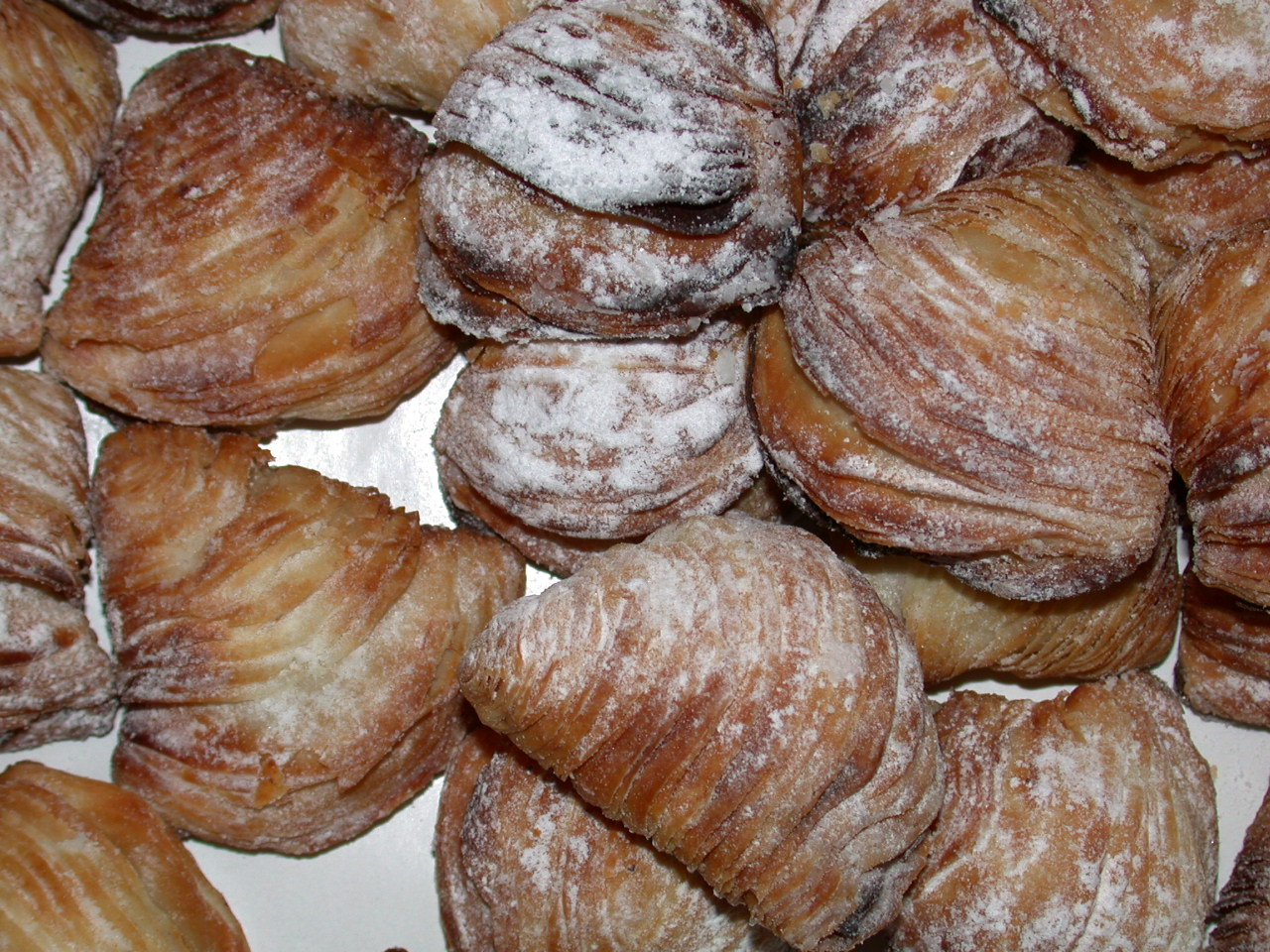
Sfogliatella

Neapolská kuchyně (italsky: Cucina napoletana, neapolsky: Cucina napulitana) je důležitou součástí italské kuchyně. Kuchyně Neapole vychází z tradiční kuchyně oblasti Kampánie, byla ale ovlivněna mj. také řeckou kuchyní. Mezi typické suroviny neapolské kuchyně patří těstoviny, rajčata, zelenina, sýr, mořské plody a maso. Neapol je známa také jako město, odkud pochází pizza.

## Příklady neapolských pokrmů
- Pizza margherita, jeden z nejznámějších druhů pizzy, který vznikl v roce 1889 právě v Neapoli a má připomínat barvy italské vlajky[1]
- Pizza marinara, jiný druh neapolské pizzy. Skládá se jen z těsta potřeného rajčatovým sugem, česnekem, oregánem a olivovým olejem.
- Špagety, mezi populární úpravu špaget patří spaghetti alle vongole, špagety s mušlemi
- Mozzarella, měkký bůvolí sýr
- Neapolské ragú
- Sfogliatella, sladké pečivo plněné krémem
- Lasagne, pokrm z plochých těstovin
- Timballo, zapečený pokrm z těstovin, rýže nebo brambor
- Frittata, pokrm podobný omeletě
- Pizza fritta, typické neapolské pouliční jídlo. Těsto na pizzu plněné směsí vepřových škvarek, ricotty, sýru provolone a rajčaty a na krátký okamžik ponořené do rozpáleného oleje.
- Velmi populární je zmrzlina, často se podává ve formě spumoni, tedy více příchutí najednou doplněná o kandované ovoce a ořechy

## Příklady neapolských nápojů
- Káva, v Neapoli se nachází mnoho kaváren
- Caffè al cioccolato, káva s čokoládou
- Limoncello, likér z citronové kůry
- Víno